# 第39回日劇學院賞
←第38回 - 第39回 - 第40回→
第39回日劇學院賞，針對2003年10月到12月在日本播出的秋季連續劇做出投票與評比。

## 得獎名單

### 最優秀作品賞
1. 曼哈頓愛情故事
2. 我們都是新鮮人
3. 圈套3

- 讀者票：1.熱血校園；2.鬼鄰居；3.老么真命苦
- 記者票：1.曼哈頓愛情故事；2.我們都是新鮮人；3.戀文
- 評審票：1.曼哈頓愛情故事；2.我們都是新鮮人；3.圈套3

### 主演男優賞
1. 竹野內豐（熱血校園）
2. 松岡昌宏（曼哈頓愛情故事）
3. 三上博史（共犯者）
4. 阿部寬（圈套3）

- 讀者票：1.竹野內豐（熱血校園）；2.岡田准一（老么真命苦）；3.松岡昌宏（曼哈頓愛情故事）
- 記者票：1.三上博史（共犯者）；2.松岡昌宏（曼哈頓愛情故事）；3.竹野內豐（熱血校園）
- 評審票：1.松岡昌宏（曼哈頓愛情故事）；2.竹野內豐（熱血校園）；3.阿部寬（圈套3）

### 主演女優賞
1. 仲間由紀惠（圈套3）
2. 深津繪里（老么真命苦）
3. 夏川結衣（鬼鄰居）
4. MIMURA（我們都是新鮮人）

- 讀者票：1.仲間由紀惠（圈套3）；2.深津繪里（老么真命苦）；3.夏川結衣（鬼鄰居）
- 記者票：1.仲間由紀惠（圈套3）；2.深津繪里（老么真命苦）；3.夏川結衣（鬼鄰居）
- 評審票：1.仲間由紀惠（圈套3）；2.深津繪里（老么真命苦）；3.MIMURA（我們都是新鮮人）

### 助演男優賞
1. 北村一輝（鬼鄰居）
2. 堤真一（我們都是新鮮人）
3. 中山裕介（鬼鄰居）

- 讀者票：1.北村一輝（鬼鄰居）；2.中山裕介（鬼鄰居）；3.井之原快彥（明天好天氣）
- 記者票：1.北村一輝（鬼鄰居）；2.堤真一（我們都是新鮮人）；3.堤真一（武藏）
- 評審票：1.北村一輝（鬼鄰居）、堤真一（我們都是新鮮人）；3.及川光博（曼哈頓愛情故事）

### 助演女優賞
1. 小泉今日子（曼哈頓愛情故事）
2. 水野美紀（戀文）
3. 松雪泰子（我們都是新鮮人）

- 讀者票：1.小泉今日子（曼哈頓愛情故事）；2.水野美紀（戀文）；3.松雪泰子（我們都是新鮮人）
- 記者票：1.小泉今日子（曼哈頓愛情故事）；2.松雪泰子（我們都是新鮮人）；3.水野美紀（戀文）
- 評審票：1.小泉今日子（曼哈頓愛情故事）；2.奥菜恵（我們都是新鮮人）；3.森下愛子（曼哈頓愛情故事）

### 其他
- 主題歌賞：TOKIO：ラブラブマンハッタン（曼哈頓愛情故事）
- 新人俳優賞：MIMURA（我們都是新鮮人）
- 最佳服裝賞：松雪泰子（我們都是新鮮人）
- 腳本賞：宮藤官九郎（曼哈頓愛情故事）
- 監督賞：土井裕泰、片山修、坪井敏雄（曼哈頓愛情故事）
- 劇中音樂賞：佐藤直紀（曼哈頓愛情故事）
- 卡司賞：曼哈頓愛情故事
- 片頭片尾賞：片山修（曼哈頓愛情故事）
- 電視週刊特別賞：水戶黃門